# CanZion Producciones
CanZion é um selo de música cristã contemporânea criado pelo cantor Marcos Witt em 1987. O Grupo CanZion integra a gravadora de nome homônimo, responsável pela distribuição física da música cristã da Capitol Records e Hillsong Music. Atuando principalmente em todo a Ibero-América, a gravadora é uma empresa de notória popularidade no segmento evangélico.

## Artistas
- Amy Grant
- Britt Nicole
- Cleyde Jane
- Charlie Hall
- Chris Tomlin
- Christy Nockels
- Coalo Zamorano
- Coral Soul Livre
- Daniel Calveti
- David Crowder Band
- Esperanza de Vida
- Harold Guerra
- Hillsong En Español
- Hillsong United
- Hillsong Young & Free
- Hillsong Worship
- Jeremy Camp
- Kari Jobe
- Lauren Daigle
- Leila Francieli
- Marcos Witt
- Matt Redman
- Michael Rodríguez
- Monica Rodriguez
- Pablo Olivares
- Passion
- Peter Quintino
- Ralphy Rodríguez
- Switchfoot
- Toby Mac
- Travy Joe